# Proliferacja broni masowego rażenia
Uzasadnienie: Ten sam temat
Proliferacja broni masowego rażenia – zjawisko przenoszenia broni masowego rażenia i rozprzestrzeniania środków niezbędnych do jej wyprodukowania.
Broń masowego rażenia stanowi środek niebezpieczny, sprzyjający wysokiej śmiertelności i zniszczeniom na dużą skalę. Bardzo ważne jest umiejętne posługiwanie się tym narzędziem, którego skutki użycia są nieodwracalne. Wyróżnia się dwa rodzaje proliferacji: horyzontalną (w przypadku nabycia broni nuklearnej przez uczestników, którzy jej nie posiadali) i wertykalną (dotyczy wzmocnienia jakościowego i ilościowego zasobu nuklearnego państw będących w posiadaniu tego środka). Samo wejście w posiadanie arsenału nuklearnego może nastąpić w drodze: kradzieży, zakupu na czarnym rynku, samodzielnego wyprodukowania (głównie jednak broń biologiczna i chemiczna) lub też na skutek przekazania go przez inne państwo. Duże znaczenie w wymianie informacji dotyczących broni masowego rażenia i jej czynników wytwórczych ma cyberprzestrzeń. Rozwój technologii informatycznych stanowi narzędzie pomocnicze dla grup terrorystycznych.
Umowy międzypaństwowe zabraniające rozprzestrzeniania takiej broni:
- Traktat o przestrzeni kosmicznej z 1967
- Układ o nierozprzestrzenianiu broni jądrowej z 1968
- Konwencja o broni biologicznej z 1972
- Konwencja o zakazie broni chemicznej z 1993

Wybrane akty prawne regulujące zjawisko proliferacji broni masowego rażenia w Polsce:
1. Ustawa z dnia 24 maja 2002 r. o Agencji Bezpieczeństwa Wewnętrznego oraz Agencji Wywiadu (Dz.U. z 2025 r. poz. 902)[4]
2. Ustawa z dnia 21 maja 1999 r. o broni i amunicji (Dz.U. z 2022 r. poz. 2516) (art. 4 broń gazowa)
3. Ustawa z dnia 7 czerwca 1997 r. Kodeks karny (1997) (Dz.U. z 2022 r. poz. 1138)[5]
4. Ustawa z dnia 21 czerwca 2001 r. o wykonywaniu Konwencji o zakazie prowadzenia badań, produkcji, składowania i użycia broni chemicznej oraz o zniszczeniu jej zapasów (Dz.U. z 2001 r. nr 76, poz. 812)[6]
5. Ustawa z dnia 13 czerwca 2019 r. o wykonywaniu działalności gospodarczej w zakresie wytwarzania i obrotu materiałami wybuchowymi, bronią, amunicją oraz wyrobami i technologią o przeznaczeniu wojskowym lub policyjnym (Dz.U. z 2023 r. poz. 1743)[7]

Zjawisko proliferacji broni masowego rażenia zaczęło się rozprzestrzeniać po drugiej wojnie światowej. Zgodnie z raportem Centralnej Agencji Wywiadowczej z 1997 r. głównymi eksporterami tej broni były Chiny i Rosja (sprzęt i technologię głównie przekazywała do Iranu, Indii i Pakistanu). Rozprzestrzenianie tego rodzaju broni zagraża bezpieczeństwu międzynarodowemu i sprzyja konfliktom.